# Ilan Ramon
Pour les articles homonymes, voir Ramon.
 (novembre 2020).
Si vous disposez d'ouvrages ou d'articles de référence ou si vous connaissez des sites web de qualité traitant du thème abordé ici, merci de compléter l'article en donnant les références utiles à sa vérifiabilité et en les liant à la section « Notes et références ».

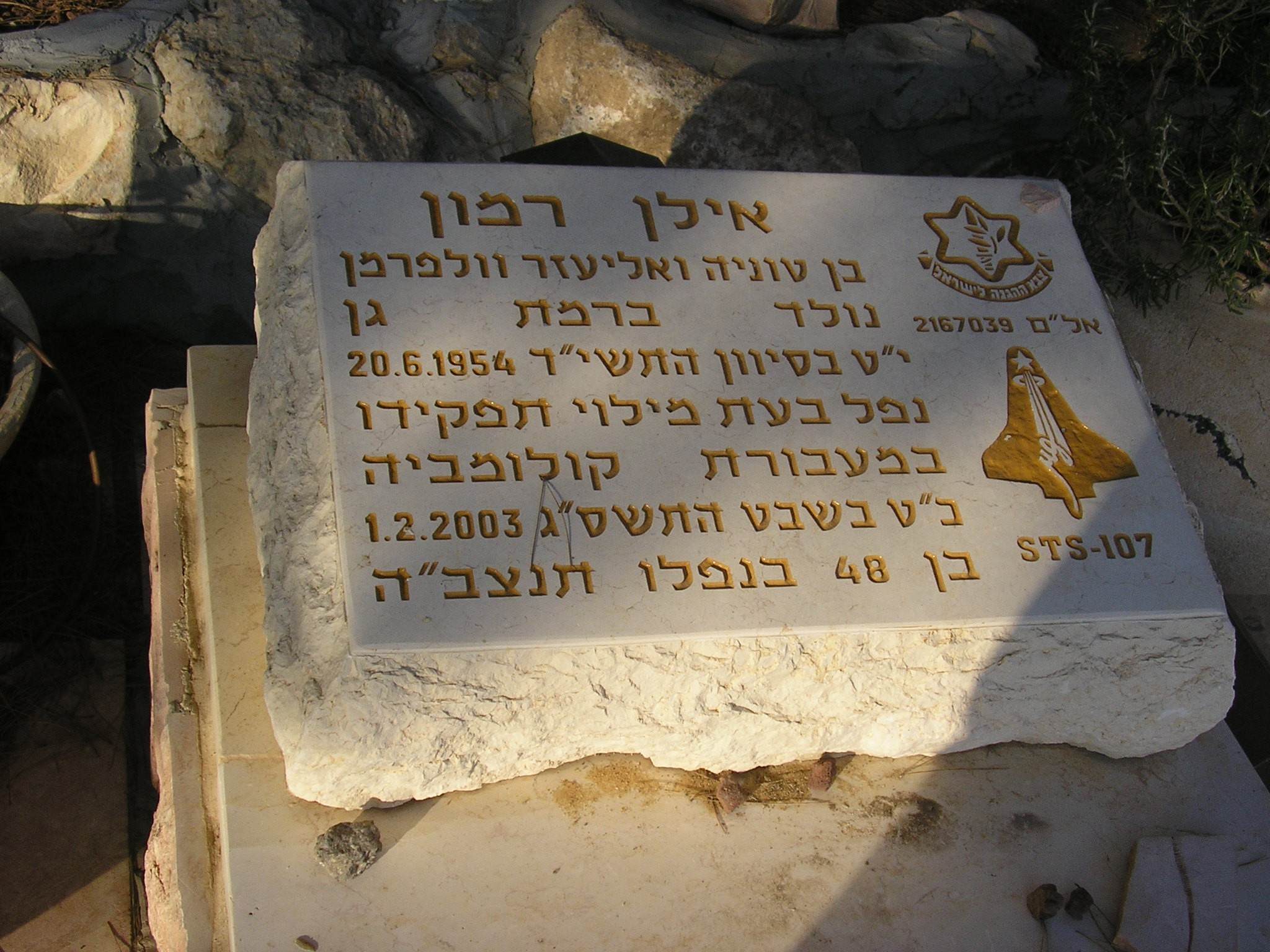
Tombe d'Ilan Ramon à Nahalal.

Ilan Ramon, né le 20 juin 1954 à Ramat Gan en Israël et mort le 1er février 2003, est un pilote de chasse, colonel dans l’armée de l’air israélienne et le premier astronaute israélien.

## Biographie
Entré dans l’armée de l’air de son pays en 1974, il prend part notamment à l’opération Opéra sur Osirak en 1981 visant à détruire une centrale nucléaire irakienne de fabrication française.

## Vols réalisés

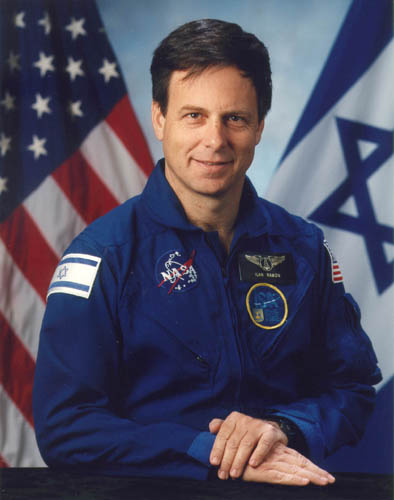
Ilan Ramon, novembre 2001.

Il périt le 1er février 2003 dans l’accident de la navette spatiale Columbia, au retour de la mission STS-107 de 16 jours dans l’espace.

## Hommages
En mémoire des sept victimes, l'Union astronomique internationale a nommé :
- 7 astéroïdes baptisés des noms des 7 victimes ;
- 7 collines découvertes sur la surface de Mars ;
- 7 cratères satellites du cratère lunaire Apollo.

Son fils ainé, Assaf Ramon (1988 - 2009) est mort dans l'écrasement  de son chasseur F-16 le 14 septembre 2009 près d’Hébron en Judée lors d’un vol d’entraînement. La mort du fils du premier astronaute israélien a provoqué une forte émotion en Israël. Pilote de chasse comme son père, Assaf Ramon voulait aussi devenir astronaute. Il a été nommé capitaine à titre posthume.
Le nouvel aéroport de la ville d'Eilat est nommé aéroport international Ramon en hommage à Ilan Ramon et à son fils Assaf. 